# Henk de Hoog
Henk de Hoog (* 12. August 1918 in Amsterdam; † 8. Mai 1973) war ein niederländischer Radrennfahrer und nationaler Meister im Radsport.

## Sportliche Laufbahn
Henk de Hoog war im Straßenradsport aktiv und von 1948 bis 1952 Berufsfahrer. Als Amateur wurde er bei den Straßenradsport-Weltmeisterschaften 1937 13., 1938 6. 1937 siegte er in der nationalen Meisterschaft im Straßenrennen der Amateure. 1949 kam er in der Ronde van Nederland auf den 4. Platz und gewann eine Etappe. Bei den Straßenradsport-Weltmeisterschaften 1950 beendete er das Profirennen nicht. Im Omloop Midden-Vlaanderen wurde er Zweiter. 1939 wurde er Dritter bei Rund um Köln.
Die Tour de France fuhr er dreimal. 1948, 1949 und 1950 beendete er die Rundfahrt nicht. 1952 kam er in der Deutschland-Rundfahrt auf den 17. Rang.